# Callianideidae
Callianideidae vormen een familie van garnalen binnen de orde der tienpotigen (Decapoda).

## Geslachten
- Callianidea H. Milne Edwards, 1837
- Crosniera Kensley & Heard, 1991
- Heardaxius Sakai, 2011
- Mictaxius Kensley & Heard, 1991
- Paracallianidea Sakai, 1992
- Thomassinia de Saint Laurent, 1979